# Séno-Tiondi
Pour les articles homonymes, voir Séno.
Séno-Tiondi est une localité située dans le département de Seytenga de la province du Séno dans région Sahel au Burkina Faso.

## Géographie
Le village est traversé par la route nationale 23.

## Santé et éducation
Le centre de soins le plus proche de Séno-Tiondi est le centre de santé et de promotion sociale (CSPS) de Seytenga tandis que le centre hospitalier régional (CHR) se trouve à Dori.
Le village possède une école primaire sous paillotte.